# Плоская (Славутский район)
Плоская (укр. Плоска) — село в Славутском районе Хмельницкой области Украины.
Население по переписи 2001 года составляло 412 человек. Почтовый индекс — 30051. Телефонный код — 3842. Занимает площадь 2,25 км². Код КОАТУУ — 6823985503.

## Местный совет
30051, Хмельницкая обл., Славутский р-н, с. Мирутин